# 이연우
이연우(필명, 1974 ~, 본명 조상용)는 충청북도 단양군 출생으로 대한민국의 시인이자 동화작가이다.

## 저서

### 시집
- 『선물』(글벗, 2008.) ISBN 978-89-93069-60-0
- 『민들레 사랑』(디지털교보문고, 2008. e-book)
- 『여우비』(퍼플, 2013. e-book)
- 『인연』(퍼플, 2013. e-book)
- 『텍스트에 대한 예의』(청어, 2014.) ISBN 979-11-85482-34-7
- 『그런 날이 있더라』(청어, 2017.) ISBN 979-11-58604-79-0
- 『생각했다』(좋은땅, 2021.) ISBN 979-11-38800-30-3

### 동화집
- 『눈물방울』(책고래, 2018.) ISBN 979-11-87439-77-6

### 에세이
- 『종일 당신 생각에 오늘은 좀 그래』(하움, 2019.) ISBN 979-11-64400-47-8

### 소설집
- 『연우의 여름』(바른북스, 2023.) ISBN 979-11-93127-44-5

## 참고
1. ↑  이연우 프로필, 공식 카페 인용